# Mandy
„Mandy“, původně vytvořená jako „Brandy“, je píseň, kterou společně napsali a složili Scott English a Richard Kerr.
Pod názvem „Brandy“ se tato píseň stala hitem roku 1971, kdy ji začal zpívat britský zpěvák Scott English a v roce 1972 také novozélandský zpěvák Bunny Walters, ovšem dosáhla většího úspěchu v roce 1974, kdy americký zpěvák Barry Manilow vytvořil její coververzi pod názvem „Mandy“. Jeho verze dosáhla vrcholu americké hitparády US Hot 100 Singles Chart. Později vytvořilo coververze této písně mnoho dalších umělců. Coververze od irské skupiny Westlife se v roce 2003 dostala na první místo britské hitparády.

## Verze Scotta Englishe
Pod názvem „Brandy“ tuto píseň poprvé zpíval Scott English. Tato verze se dostala na 12. místo britské hitparády UK Singles Charts. Byla také vydána v USA, ale zde nebyla úspěšná:
| Hitparáda (1971)           | Nejvyšší umístění |
| -------------------------- | ----------------- |
| UK Singles Chart           | 12                |
| US Billboard Singles Chart | 91                |

## Verze Bunnyho Walterse
V roce 1972 nahrál Bunny Walters píseň „Brandy“, která se na Novém Zélandu stala hitem, později se stala součástí alba Very Best of Bunny Walters.
| Hitparáda (1971)          | Nejvyšší umístění |
| ------------------------- | ----------------- |
| New Zealand Singles Chart | 4                 |

## Verze Barryho Manilowa
Roku 1974 nahrál tuto píseň pod názvem „Mandy“ Barry Manilow. Píseň se stala jeho první písní na prvním místě americké hitparády Billboard Hot 100 a jeho prvním „zlatým singlem“.
V roce 1972 byla vytvořena Manilowem a skupinou Looking Glass coververze pod názvem „Brandy (You're a Fine Girl)“. Aby nedošlo k záměně, když se Manilow rozhodl nahrát tuto píseň jako součást výběru, přejmenoval ji na „Mandy“. Výběr uspořádal Joe Renzetti. Manilow píseň původně nahrál se stejnou hudbou, jako v Englishově originálu, ovšem nakonec ji se svým producentem, kterým byl Ron Dante, opětovně nahrál jako baladu a byl mnohem spokojenější s výsledkem. Šlo o první Manilowův singl, který se stal hitem a první píseň s označením Arista Records, která se dostala do Billboard Hot 100.
| Hitparáda (1974)          | Nejvyšší umístění |
| ------------------------- | ----------------- |
| Canadian Singles Chart    | 1                 |
| German Singles Chart      | 19                |
| Irish Singles Chart       | 6                 |
| New Zealand Singles Chart | 30                |
| UK Singles Chart          | 11                |
| US Hot 100 Singles Chart  | 1                 |

## Verze skupiny Westlife
K písni „Mandy“ vytvořila v roce 2003 coververzi a vydala ji jako druhý singl jejich čtvrtého studiového alba Turnaround. Píseň se dostala na první místo v britské hitparádě UK Singles Chart jako dvanáctý singl této skupiny.

## Ostatní coververze
české coververze
- Pod názvem „Jsou svátky“ s textem Zdeňka Borovce ji v roce 1976 nahrál Karel Gott
- V témže roce ji pod názvem „Vejdi“ s textem Pavla Vrby nahrál Karel Zich